# Чемпионат мира по конькобежному спорту 1893

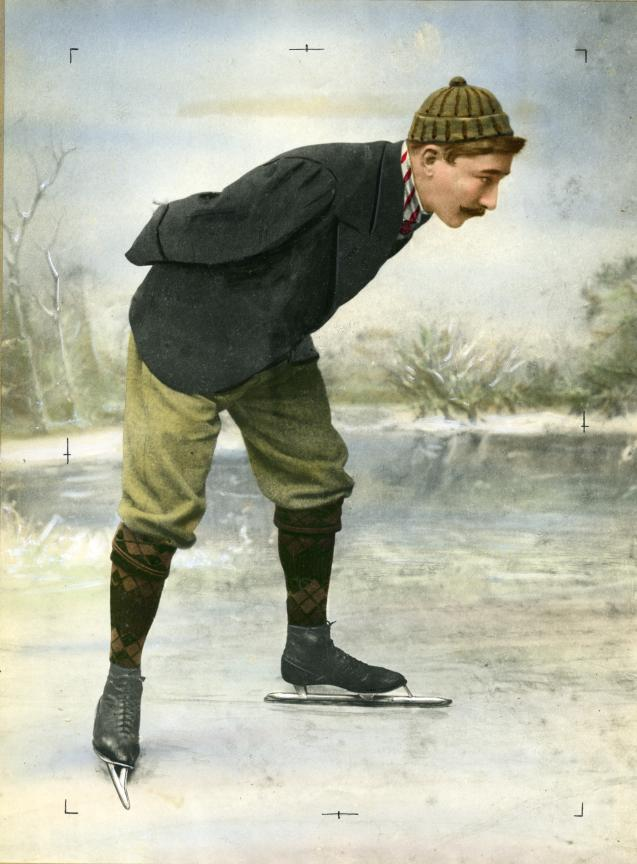
Первый чемпион мира Яап Эден

Чемпионат мира по конькобежному спорту в классическом многоборье среди мужчин 1893 года прошёл 13-14 января на катке в Мюсёмплейн Амстердаме, Нидерланды. Международный союз конькобежцев (ИСУ) был основан в 1892 году, и поэтому эти соревнования стали первым официальным чемпионатом мира в классическом многоборье. Забеги проводились на дистанциях 500, 1500, 5000 и 10 000 метров. В соревнованиях приняли участие 17 спортсменов. Для получения звания чемпиона требовалось победить на трёх дистанциях, серебряная и бронзовая медали не присуждались. На дистанциях 500 и 1500 метров для определения победителя проводился дополнительный забег 4-х лучших спортсменов. Норвежец Оскар Фредриксен установил первый мировой рекорд на дистанции 10 000 метров, также были установлены 4 национальных рекорда.
Представитель Нидерландов Яап Эден победил на первых трёх дистанциях из четырёх. По правилам ИСУ этого было достаточно для получения титула чемпиона, поэтому он не стал заканчивать дистанцию 10 000 метров. Яап Эден стал первым чемпионом мира, позднее он ещё дважды завоёвывал этот титул.

## Результаты
| Место | Спортсмен                  | Страна     | 1500 м        | 1500 м финал | 5000 м       | 500 м       | 500 м финал | 10 000 м      |
| ----- | -------------------------- | ---------- | ------------- | ------------ | ------------ | ----------- | ----------- | ------------- |
| 1     | Яап Эден                   | Нидерланды | 2.49,2 (1)    | 2.48,2 (1)   | 9.59,0 (1)   | 51,2 (2)    | 51,2 (1)    | NF            |
| (2)   | Рудольф Эриксон            | Швеция     | 2.54,0 (4)    | 2.59,2 (3)   | 10.36,8 (3)  | 52,2 (4)    | 52,2 (4)    | 21.13,0 (2)   |
| (3)   | Филип Петерсен             | Норвегия   | 2.58,2 (7)    |              | 10.31,4 (2)  | 54,0 (7)    |             | 21.23,4 (3)   |
| (4)   | Юлиус фон Сальзен          | Германия   | 2.58,0 (5)    |              | 11.15,0 (5)  | 53,2 (5)    |             | 22.23,4 (4)   |
| (5)   | Мориц Картир ван Диссел    | Нидерланды | 3.18,0 (9)    |              | 11.24,4 (6)  | 59,6 (11)   |             | 23.04,0 (5)   |
| (6)   | Вим де Бур                 | Нидерланды | 3.21,0 (11)   |              | 11.38,2 (8)  | 59,0 (10)   |             | 23.39,2 (6)   |
| (7)   | Ян Верворт                 | Нидерланды | 3.28,4 (12)   |              | 11.57,6 (10) | 1.01,0 (13) |             | 23.57,0 (9)   |
| (8)   | Виллем Гронерт             | Нидерланды | 3.38,4 (15)   |              | 11.52,0 (9)  | 1.01,2 (14) |             | 23.45,0 (7)   |
| NF4   | Неизвестен                 | Нидерланды | NS            |              | NS           | 1.00,6 (12) |             | NF            |
| NS4   | Эйнар Халворсен            | Норвегия   | 2.52,6 (3)    | 3.01,0 (4)   | 10.43,0 (4)  | 51,0 (1)    | 52,0 (2)    | NS            |
| NF2   | Оскар Фредриксен           | Норвегия   | 2.49,2 (1)    | 2.55,0 (2)   | NF           | 52,0 (3)    | 52,0 (3)    | 20.21,4 WR(1) |
| NF2   | Бернхард Брузелиус         | Швеция     | 2.58,0 (5)    |              | NF           | 55,0 (8)    |             | NS            |
| NS3   | Дирк де Ку                 | Нидерланды | 3.28,4 (12)   |              | 11.31,0 (7)  | NS          |             | NS            |
| NS3   | J. Schoenmaker             | Нидерланды | 3.31,4 * (14) |              | 12.06,0 (11) | NS          |             | NS            |
| NS3   | R. Damste                  | Нидерланды | 3.40,4 (16)   |              | 12.54,0 (12) | NS          |             | NS            |
| NS2   | Альберт ван Вели           | Нидерланды | 3.09,8 (8)    |              | NS           | 53,8 (6)    |             | 23.52,0 (8)   |
| NS2   | Хоббе ван Бардт ван Сминиа | Нидерланды | 3.18,6 (10)   |              | NS           | 58,0 (9)    |             | 25.00,0 (10)  |

* = с падением
NF = не закончил дистанцию
NS = не вышел на старт на дистанции